# 1 Batalion Czołgów Lekkich
1 Batalion Czołgów Lekkich – pododdział pancerny Wojska Polskiego w II Rzeczypospolitej.
Batalion nie występował w organizacji pokojowej wojska. Był jednostką formowaną w czasie mobilizacji alarmowej w grupie „czarnej”, zgodnie z założeniami planu mobilizacyjnego „W”. Mobilizację oddziału przeprowadzona została w dniach 24-26 sierpnia 1939, w rejonie Ożarowa i Ołtarzewa przez 3 batalion pancerny. Batalion wyposażony był w czołgi 7-TP.

## 1 bczl w kampanii wrześniowej

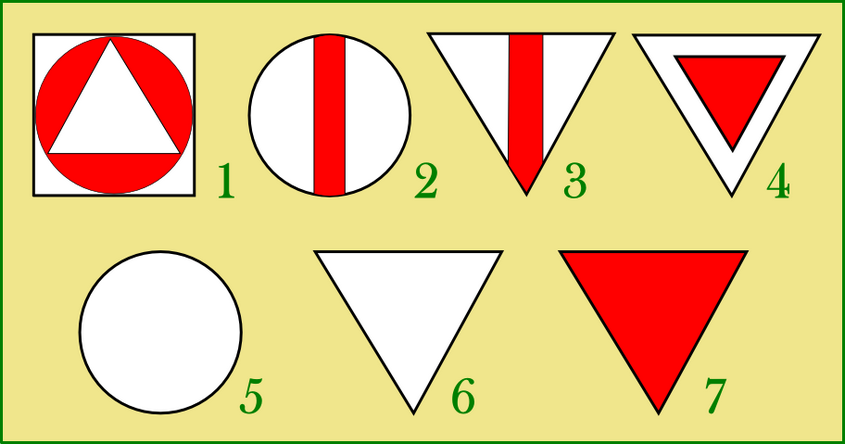
Znaki taktyczne malowane na czołgach lekkich i rozpoznawczych

Przeznaczony do Korpusu Interwencyjnego na Pomorzu i 30 sierpnia przewieziony do Inowrocławia oczekiwał na dalsze rozkazy. 1 września załadowany ponownie na transport kolejowy i przewieziony przez Toruń do Kutna i dalej do Słotwin koło Koluszek. Przydzielony do Armii Odwodowej („Prusy”), 2 września dotarł w rejon Tomaszowa Mazowieckiego. 3 września batalion osiągnął rejon lasów na wschód od Końskich, gdzie po ujawnieniu postoju przez lotnictwo niemieckie stał się obiektem ataku lotniczego. Zmuszony do zmiany rejonu dyslokacji zajął lasy w rejonie Modliszewic. Patrolowano drogi do Przedborza i Żarnowa. 4 września po uzupełnieniu paliwa w Opocznie wyruszył w kierunku Mogielnicy, zatrzymany w lasach na zachód od Opoczna i patrolował okolice i szosy w kierunku Sulejowa i Paradyżu. Nie został jednak użyty w boju o Piotrków 5 września. Nazajutrz 1 bczl pomaszerował do lasów w rejon Sulejowa. Tam na prośbę dowódcy 77 pułku piechoty ppłk dypl. A. Nowosielskiego, mjr Kubin jednym plutonem dokonał wypadu do Przygłowa, który starł się z przeciwnikiem pod Sulejowem nad rzeką Luciążą. Ranny został dowódca plutonu por. Pałys, a czołg uszkodzony. Nocny marsz 6/7 września przez Opoczno w kierunku północnym utkwił w zatorach kolumn taborowych na skraju Puszczy Pilickiej. 7 września na rozkaz dowódcy 13 Dywizji Piechoty pluton czołgów 3 kompanii ostrzelał kolumny pancerno-motorowe zdążające na przeprawę przez Pilicę w Inowłodzu. 8 września prowadził intensywne działania nad rzeką Drzewiczką, gdzie batalion rozdzielony kompaniami i plutonami do oddziałów 13 Dywizji Piechoty wspierał je w obronie. Pod Odrzywołem 1 pluton 1 kompanii osłaniając i wspierając kolumnę 13 pułku artylerii lekkiej zniszczył 3 czołgi niemieckie, przy starcie dwóch własnych, w jednym z nich spłonął dowódca 1 kompanii kpt. Antoni Sikorski. Wezwana na miejsce walki odwodowa 2 kompania podczas dalszej walki zniszczyła lub unieruchomiła 7 czołgów, przy starcie dalszych trzech czołgów własnych. 3 kompania czołgów udaremniła próby wdarcia się nieprzyjaciela do miasta Drzewica, niemiecki podjazd został odrzucony, a 1 czołg spalony. Dwa samochody pancerne zniszczyła grupa spieszonych żołnierzy kompanii, ranny został dowódca kompanii kpt. Kossobudzki. Zarządzony nocny odwrót 1 i 2 kompanii w kierunku Wisły za Pilicę po leśnych bezdrożach i wśród nieuporządkowanych kolumn doprowadził do rozerwania kolumn kompanii i straty z powodu defektów i braku paliwa dalszych 5 czołgów. Do maszerującej 3 kompanii dołączyła kompania techniczno-gospodarcza i po jednym plutonie z 1 i 2 kczl. Dowódca batalionu mjr Kubin, wobec braków paliwa, udał się po olej napędowy do składów. Kpt. Kossobudzki doprowadził do Puszczy Kozienickiej rankiem 9 września 22 czołgi, pozostawiając dwa na trasie z uwagi na defekty. 9 września przez naprawiony przez saperów po bombardowaniach most w Maciejowicach, na prawy brzeg Wisły przeprawił oddział kpt. S. Kossobudzkiego. Zabrał na hol z lewego brzegu dwie armaty plot i jedną polową porzucone przez obsługi. Następnie uzupełnił paliwo z cystern kolejowych na stacji Sobolewo. Wieczorem dotarł do szosy Warszawa-Lublin. Pozostałe siły batalionu pozostałe na prawym brzegu Wisły podporządkowały się cofającym się jednostkom 13 DP. 9 września pluton czołgów 1 kompanii stanowił straż tylną 43 pułku piechoty, osłaniał 43 pp, który cofał się wzdłuż południowego brzegu Pilicy do Białobrzegów. Inny pluton 1 kompanii dołączył do 44 pp. Pod Jedlińskiem do 7 czołgów 2 kompanii dołączył pluton z 1 kompanii wspierający wcześniej 44 pułk piechoty. Razem pod dowództwem kpt. Górskiego wieczorem ruszono ku przeprawom na Wiśle. Rano 10 września kompania kpt. Górskiego wsparła 44 pp atakujący Głowaczów, który obsadziły oddziały niemieckiej 13 DP Zmot. w podmokłym terenie utkwiły cztery czołgi 7 TP, a trzy włączyły się w walki niszcząc pojazdy, armaty ppanc. i dwa czołgi niemieckie, w tym PzKfw IV.  W trakcie dalszego przebijania się nad Wisłę, do rejonu Ryczywołu z uwagi na brak paliwa własne załogi z 1 i 2 kompanii zniszczyły cztery czołgi. Po nieudanej próbie przeprawy w bród załogi zatopiły 6 czołgów, po czym skierowały się do Warszawy, gdzie weszły w skład batalionu ochrony mostów.  

Oddział 1 bczl kpt. Kossobudzkiego przeszedł do lasu obok szosy Garwolin-Ryki i został podporządkowany Armii Lublin. 11 września wykonał marsz przez Lublin pod Chełm, W lesie Ludwinin 12 września dokonano obsługi sprzętu i odtwarzano gotowość bojową oddziału.13 września osłaniał tyły Armii „Lublin” od strony Zamościa w rejonie Krasnegostawu. 14 września przybył do Piasków Luterskich, gdzie wcielono go w skład improwizowanego zgrupowania pancernego mjr Stefana Majewskiego. Tego dnia wysłany na patrol pluton czołgów 7TP starał się z niemieckimi samochodami pancernymi w rejonie Izbicy zmusił je do zawrócenia. 14/15 września oddział wraz ze zgrupowaniem mjr Majewskiego wykonał marsz przez Lublin do Kraśnika 15 września oddział dołączył do Warszawskiej Brygady Pancerno-Motorowej. 17 września koło Józefowa pluton skutecznie odparł niemiecki podjazd pancerny, niszcząc dwa czołgi. 18 września WBP-M prowadziła natarcie na Tomaszów Lubelski broniony przez niemieckie oddziały 4 Dywizji Lekkiej. Zgrupowanie mjr Majewskiego wraz z oddziałem kpt. Kossobudzkiego od godz. 7.30 wspierało natarcie pułku strzelców pieszych na wieś Pasieki i Tomaszów Lubelski. O godz.11 natarcie odniosło powodzenie, po zdobyciu części miasta zgłoszono zniszczenie niemieckich 6 czołgów, 4 samochodów pancernych i 8 ciężarowych, zniszczono kilka dział ppanc i ckm,  wzięto jeńców, odbito grupę polskich jeńców. W walkach o kompleks koszar brała udział kompania sformowana ze spieszonych żołnierzy broni pancernych. Ok. godz.14 od strony Bełżca na Tomaszów Lubelski natarcie wykonało zgrupowanie pancerne niemieckiej 2 Dywizji Pancernej. Natarcie niemieckie obeszło skrzydła zgrupowania, w jego wyniku oddział 1 bczl zmuszony został do wycofania się z miasta, pomimo prowadzenia walki ogniowej z niemieckimi czołgami. Zniszczono kilka następnych czołgów niemieckich, utracono też kilka własnych czołgów. Rozkazem dowódcy WBPM płk Stefana Roweckiego najbliższej nocy podjęto ponownie natarcie na Tomaszów Lubelski. W nocnym natarciu 19 września oddział 1 bczl wspierał pułk strzelców pieszych, batalion 203 pułku piechoty. Czołgi wdarły się na ulice miasta, gdzie stoczyły walki ponosząc następne straty, piechota nie zdołała wedrzeć się do miasta, gdyż została zatrzymana w ogniu broni maszynowej. O świcie 19 września czołgi wycofały się na pozycje wyjściowe. Pozostało sprawnych 7 czołgów 7 TP. Kolejnej nocy 19/20 września pozostałe czołgi 1 bczl ze wsparciem żołnierzy 11 pułku piechoty, podjęły natarcie na wieś Rogoźno na przedpolu Tomaszowa. Niemiecka obrona przygotowana na odparcie tego natarcia ogniem armat ppanc. zniszczyła 5 czołgów, które spłonęły. Pozostałe czołgi wycofały się, wraz z nimi załamało się natarcie własnej piechoty. Po podjęciu rozmów kapitulacyjnych 20 września, pozostałe czołgi i pojazdy batalionu zniszczono, żołnierze pod dowództwem oficerów i podoficerów otrzymały rozkaz mjr Majewskiego przedzierania się do Lwowa lub Warszawy. Udało się to, tylko nielicznym żołnierzom.  

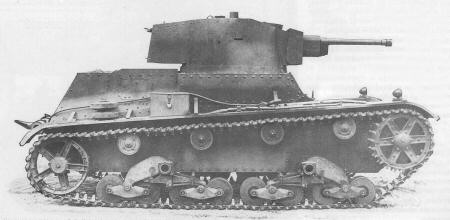
7TP – czołg podstawowy batalionu

## Struktura i obsada personalna batalionu
Obsada personalna we wrześniu 1939:
- dowódca — mjr Adam Kubin
- oficer taktyczny — kpt. Kazimierz Rosen-Zawadzki
- adiutant — por. rez. Witold Pajewski
- dowódca plutonu łączności — kpt. br. panc. Bohdan Ryłło †1940 Charków[7]
- dowódca 1 kompanii — kpt. Antoni Sikorski († 8 września 1939)
  - dowódca 1 plutonu — por. Czesław Rusiecki
  - dowódca 2 plutonu — ppor. rez. Jerzy Erlich
  - dowódca 3 plutonu — ppor. rez. Karol Wróblewski
- dowódca 2 kompanii — kpt. Marian Górski
  - dowódca 1 plutonu — por. Bolesław Pałys (ranny 5 września 1939)
  - dowódca 2 plutonu — por. Czesław Chróściel
  - dowódca 3 plutonu - ppor. rez. NN
- dowódca 3 kompanii — kpt. Stefan Kossobudzki (ranny 8 września 1939)
  - dowódca 1 plutonu — por. Józef Radzymiński
  - dowódca 2 plutonu — por. Bazyli Romanow
  - dowódca 3 plutonu — ppor. rez. Zygmunt Trzepałko
- dowódca kompanii technicznej — kpt. Wacław Mech
  - dowódca plutonu technicznego — por. Jan Filipowski